# سیسترنیگا

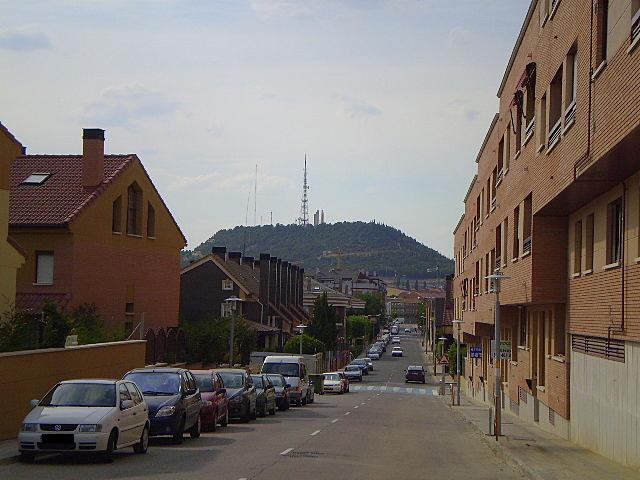
منطقه مسکونی در اسپانیا

سیسترنیگا (به اسپانیایی: Cistérniga) یک شهرستان در اسپانیا است که در استان وایادولید واقع شده‌است.